# Universidad de Zielona Góra
La Universidad de Zielona Góra se fundó el 1 de septiembre de 2001 como resultado de una fusión entre la Universidad Pedagógica de Zielona Góra. Es una de las universidades más jóvenes de Polonia. Los edificios principales están ubicados en dos campus. The President's office is located near the Old Town on Licealna street.